# Metanotrof

Szlak rybulozomonofosforanowy (RuMP) wykorzystywany przez metanotrofy typu I z klasy Gammaproteobacteria.

Metanotrofy (czasem nazywane też metanofilami) to mikroorganizmy prokariotyczne, zdolne do metabolizowania metanu jako jedynego źródła węgla i energii. Mogą  być zdolne do wzrostu aerobowego oraz anaerobowego, do wzrostu wymagają obecności związków jednowęglowych.

## Informacje ogólne
W warunkach beztlenowych metanotrofy utleniają metan do formaldehydu, który jest następnie wiązany w związkach organicznych w szlaku seryny lub szlaku rybulozomonofosforanowym (RuMP). Metanotrofy dzielą się na dwa typy metaboliczne: metanotrofy typu I należą do klasy Gammaproteobacteria i wykorzystują szlak RuMP do asymilacji węgla, a metanotrofy typu II należą do klasy Alphaproteobacteria i wykorzystują szlak seryny. Cechą charakterystyczną metanotrofów jest występowanie systemu wewnętrznych błon, wewnątrz którego zachodzi oksydacja metanu. Metanotrofy występują głównie w glebach i są najczęściej spotykane w środowiskach, w których zachodzi produkcja metanu. Do ich naturalnych habitatów zaliczamy: oceany, błota, bagna, siedliska podziemne, gleby, pola ryżowe oraz składowiska odpadów. 

Szlak seryny występujący u metanotrofów typu II, zaobserwowany po raz pierwszy u Methylobacterium extorquens.

Bakterie metabolizujące metan są przedmiotem szczególnego zainteresowania naukowców badających efekt cieplarniany, ponieważ są one istotnym elementem obiegu metanu w przyrodzie.

### Grupy
Różnice w metabolizmie formaldehydu i strukturze błon pozwalają na podział metanotrofów w kilka grup: zaliczamy tutaj Methylococcaceae oraz Methylocystaceae. Obie rodziny należą do typu Proteobacteria, ale są członkami różnych podklas. Inne gatunki metanotrofów należą do klasy Verrucomicrobiae.
Metanotrofia jest szczególnym przypadkiem metylotrofii, wykorzystująca związki jednowęglowe zredukowane w większym stopniu, niż dwutlenek węgla. Niektóre metylotrofy mogą także wykorzystywać związki wielowęglowe, co odróżnia je od pozostałych metanotrofów, które zwykle są bezwzględnymi utleniaczami metanu lub metylu. Jedyne jak dotąd opisane metanotrofy fakultatywne należą do gatunków Methylocella i Methylocystis.
Metanotrofy są często nazywane bakteriami utleniającymi metan, co wiąże się z nieścisłością w nazewnictwie, ponieważ termin ten jest także używany do opisu innych mikroorganizmów, które nie są wyłącznie metanotrofami. Z tego powodu bakterie utleniające metan zostały podzielone na cztery podgrupy: dwie grupy bakterii asymilujących metan (MAB) - metanotrofy oraz dwie grupy autotroficznych bakterii nitryfikacyjnych (AAOB).

## Właściwości
Zdolność usuwania przez metanotrofy niektórych zanieczyszczeń środowiska, takich jak węglowodory chlorowane, sprawiła, że są one uważane za atrakcyjny czynnik w procesie bioremediacji. Metan jest także ważnym gazem cieplarnianym, a metanotrofy odgrywają istotną rolę w redukcji emisji tego gazu do atmosfery ze środowisk takich jak pola ryżowe, składowiska odpadów, torfowiska, bagna i mokradła; gdzie produkcja metanu jest relatywnie duża.
Metanotrofy utleniają metan poprzez inicjowanie redukcji atomu tlenu do H2O2 i transformację metanu do CH3OH przy użyciu monooksygenaz metanowych (MMO). Z bakterii metanotroficznych wyizolowane zostały dwa typy monooksygenaz: rozpuszczalna monooksygenaza metanowa (sMMO) oraz monooksygenaza metanowa zawierająca miedź (pMMO). Komórki zawierające pMMO cechują się wyższą zdolnością wzrostu i wyższym powinowactwem do metanu niż komórki zawierające sMMO. Przepuszcza się, że jony miedzi mogą odgrywać kluczową rolę w regulacji pMMO oraz katalizie enzymatycznej, przez co ogranicza występowanie komórek wykorzystujących pMMO do środowisk bogatszych w miedź, w stosunku do mikroorganizmów produkujących sMMO.
Badania przeprowadzone w środowiskach morskich wykazały, że metan może być utleniany w środowiskach beztlenowych przez konsorcja utleniających metan archeonów i bakterii redukujących siarkę. Anaerobowe utlenianie metanu (AOM) ma miejsce głównie w beztlenowych sedymentach morskich. Dokładny mechanizm utleniania metanu w warunkach beztlenowych jest w dalszym ciągu tematem debaty, a najszerzej akceptowaną teorią jest teoria zakładająca, że archeony wykorzystuje odwrócony szlak metanogenezy do wytwarzania dwutlenku węgla oraz drugiej nieznanej substancji. Ten nieznany produkt pośredni jest następnie wykorzystywany przez bakterie redukujące siarkę jako źródło energii w procesie redukcji siarczanu do siarkowodoru. Beztlenowe metanotrofy nie należą do tych samych rodzin, co znane tlenowe metanotrofy. Najbliżej spokrewnionymi z beztlenowymi metanotrofami wyhodowanymi mikroorganizmami są metanogeny z rzędu Methanosarcinales.
W ostatnich latach opisano nową bakterię Candidatus Methylomirabilis oxyfera, zdolną do prowadzenia anaerobowego utleniania metanu oraz redukcji azotynu, bez udziału partnera symbiotycznego. Uważa się, że M. oxyfera utlenia metan w warunkach beztlenowych, wykorzystując tlen wytworzony poprzez dysmutację tlenku azotu do tlenu.

## Redukcja emisji metanu
Naukowcy uważają, że metanotrofy mogą przyczynić się do redukcji emisji metanu do atmosfery z różnych środowisk. Methylokorus infernorum, bakteria znaleziona w polu geotermalnym w Rotorua w Nowej Zelandii, jest metanotrofem zdolnym do życia w ekstremalnie kwaśnych i gorących środowiskach. Ten jedyny znany ekstremofil, będący równocześnie metanotrofem, jest uznawany za potencjalny czynnik redukujący emisję metanu ze składowisk odpadów oraz środowisk geotermalnych. Odkrycia bakterii dokonano w wyniku próby wyjaśnienia, dlaczego metan emitowany przez pole geotermalne nie przedostaje się do atmosfery.
Kolejną bakterią, z którą wiązane są nadzieje na praktyczne zastosowanie w redukcji emisji metanu, jest znaleziona w rejonie arktycznym Methylobakter tundripaludum. Naturalnie występuje ona w wierzchniej warstwie gleb na podmokłych terenach archipelagu Svalbard oraz w innych regionach Arktyki, na Syberii i Alasce. Jest ona metanotrofem i jako źródło energii wykorzystuje metan emitowany z topniejącej zmarzliny. Optimum wzrostu bakterii występuje w zakresie temperatur 20-30 °C, ale jest ona w stanie rosnąć także w temperaturze 0 °C. Obecnie naukowcy analizują cały mikrobiom mokradeł archipelagu Svalbard w celu lepszego zrozumienia mechanizmu obiegu węgla organicznego i produkcji metanu w arktycznym klimacie.